# Mariehem Sportklubb
O Mariehem SK é um clube de futebol da Suécia fundado em 1974. Sua sede fica localizada em Umeå. Em 2009 disputou a Division 2 Norrland, uma das seis ligas da quarta divisão do futebol sueco, terminando na oitava colocação dentre os 12 clubes participantes.